# Itogon
Itogon es un municipio en la provincia filipina de Benguet en la región de La Cordillera.

## Geografía
La ciudad está situada 250 kilómetros al este de la ciudad de Baguio y al sur de La Trinidad.
Según el censo de 2000, su población es de 46,705 habitantes en 8,588 casas.

## Barrios
Itogon tiene 9 barrios:
- Ampucao
- Dalupirip
- Gumatdang
- Loacan
- Población (Central)
- Tinongdan
- Tuding
- Ucab
- Virac